# زوسيموس من بانوبوليس

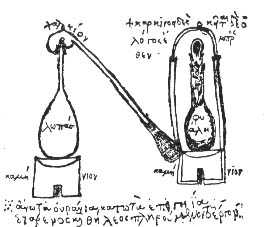
جهاز تقطير من زوسيموس ، من مارسيلان بيرتيلو ، 'مجموعة دي الكيمائيون اليونانيون القدماءالكاثوليك (المجلد 3، باريس، 1887-1888).

زوسيموس من بانوبوليس ((باليونانية: Ζώσιμος)‏) كان المعرفي الصوفي اليوناني خيميائي من نهاية القرن 3 وبداية القرن 4 م. ولد في بانوبوليس أخميم، في الوقت الحالى تدعى أخميم في جنوب مصر، ca. 300. وكتب أقدم الكتب المعروفة في الكيمياء، منها الاقتباسات في اللغة اليونانية والترجمات إلى اللغة السريانية أو اللغة العربية المعروفة اليوم. انه واحد من نحو 40 من الكتاب ممثلا في خلاصة كتابات الخيمياء التي ربما وضعت معا في بيزنطة (القسطنطينية) في 7 أو 8 الميلادي وأنه موجود في المخطوطات في البندقية وباريس. وستيفن الإسكندرية.
تم اكتشاف الترجمات العربية للنصوص التي خطها زوسيموس في عام 1995 في نسخة من كتاب 'مفاتيح الرحمة وأسرار الحكمة' بواسطة بن حسن بن علي الطغرائي الفارسي الخيميائي.ولكن للأسف، كانت الترجمة ناقصة وعلى ما يبدو غير حرفية. مؤشر الكتب الشهير من كتاب الفهرست العربية من قبل ابن النديم، يذكر أن الترجمات السابقة مكونة من أربعة كتب بواسطة زوسيموس، ولكن بسبب التضارب في الترجمة، فقد نسبت هذه النصوص إلى أسماء «ثوسيموس»، «دوسيموس» و«ريموس». كما أنه من الممكن أن اثنين من تلك الترجمات من نفس الكتاب.
إف. سيزجين قد أوجد 15 من مخطوطات زوسيموس في 6 مكتبات مختلفة، في طهران، والقاهرة، واسطنبول، وغوتا، ودبلن ورامبور. ميشيل ميرتنز يحلل ما هو معروف عن تلك المخطوطات في ترجمتها بواسطة زوسيموس، وخلصت إلى أن التقاليد العربية غنية للغاية وتبدو واعدة، ونأسف لصعوبة الحصول على هذه المواد، مرة واحدة لا الترجمة أو أي طبعة هي متوافرة.

## ببليوغرافيا

### متفرقات
Berthelot, Marcelin (1888). Collection des Anciens Alchimistes Grecs (بالفرنسية). Paris: Steinheil. Archived from the original on 2019-05-20. Vol. I (introduction) p. 119, 127—174, 209, 250; vol. II (Greek text) p. 28, 117—120; Vol. III (trans.) p. 117—242.
H. D. Saffrey & Zosime de Panopolis (trans. M. Mertens). Les alchimistes grecs, vol. IV.1: Mémoires authentiques (بالفرنسية). Les Belles-Lettres. pp. CLXXIII–348. ISBN:2-251-00448-3. p. 1—49: I = Sur la lettre oméga; V = Sur l'eau divine; VI = Diagramme (ouroboros); VII = Sur les appareils et fourneaux

### دراسات
Berthelot, Marcelin (1885). Les Origines de l'alchimie (بالفرنسية). Paris: Steinheil. pp. 177–187.
Berthelot, Marcelin (1888). Collection des Anciens Alchimistes Grecs (بالفرنسية). Paris: Steinheil. Archived from the original on 2022-07-01. Vol. I (introduction) p. 119, 127—174, 209, 250.
Berthelot, Marcelin (1893). La Chimie au Moyen Âge (بالفرنسية). Paris: Steinheil. Vol. II, p. 203—266; Vol. III, p. 28, 30, 41.
Mead، G.R.S (1906). "Zosimus on the Anthropos-Doctrine". Thrice Greatest Hermes: Studies in Hellenistic Theosophy and Gnosis. London and Benares: The Theosophical Publishing Society. ج. III. ص. 273–284. مؤرشف من الأصل في 2019-06-02.
Jung، C. G. (1943). Psychology and Alchemy.
Lindsay، Jack (1970). The Origins of Alchemy in Graeco-Roman Egypt. ISBN:0-389-01006-5.
Jackson، A. H. (1978). Zosimos of Panopolis. On the letter Omega. Missoula (Montana).{{استشهاد بكتاب}}:  صيانة الاستشهاد: مكان بدون ناشر (link)
Knipe, Sergio, "Sacrifice and self-transformation in the alchemical writings of Zosimus of Panopolis," in Christopher Kelly, Richard Flower, Michael Stuart Williams (eds), Unclassical Traditions. Vol. II: Perspectives from East and West in Late Antiquity (Cambridge, Cambridge University Press, 2011) (Cambridge Classical Journal, Supplemental Volume 35), 59-69.